# Рос (северный Уэльс)
Рос (валл. Rhos) — маленькое послеримское и раннесредневековое субкоролевство Гвинеда, существовавшее в V—VI веках.
Рос появился на карте Уэльса несколько позже остальных субкоролевств Гвинеда, когда Эйнион Пылкий завещал часть владений своему младшему сыну Оуайну Белозубому. Основанное им государство получило среди историков условное имя Рос, в то время как его оригинальное название не сохранилось. Резиденцией королей Роса был замок Дин-Арт. Рос находился в вассальной зависимости от Гвинеда. Примерно в 545 году Майлгун Высокий позволил Эйниону захватить владение Афлогион, в результате чего образовалось королевство Ллейн (валл. Lleyn). Однако после смерти Эйниона Ллейн перешёл под непосредственное управление королей Гвинеда. Потомки Оуайна оставались значимыми лордами на севере Уэльса, а один из них, Карадог ап Мейрион, даже был королём Гвинеда.
Между 613 и 616 годами, Этельфрит, правитель Нортумбрии, напал на Бриттов и победил их армию в битве при Честере, в котором был убит правитель Поуиса, Селив, вместе с другим царём по имени Кетула Рекс, под которым, вероятно, имеется в виду Кадвал Крисбан из Роса.

## Список королей
- Оуайн Белозубый (ок. 470—517)
- Кинлас Рыжий (ок. 517— ок.540)
- Оуайн ап Кинлас[4]
- Майг
- Кинген ап Майг
- Кадвал Крисбан (-613?)
- Идгвин ап Кадвал
- Эйнион ап Идгвин
- Ривон ап Эйнион
- Хивел ап Ривон
- Мейрион ап Хивел
- Карадог ап Мейрион (-798)
- Хивел ап Карадог[4] (798—825)